# Marcos Castro
Marcos Castro Chagas Teixeira de Azevedo (Rio de Janeiro, 26 de fevereiro de 1986) é um ator, comediante, roteirista, cantor, músico, compositor, youtuber, apresentador de televisão e desenvolvedor de jogos de videogame brasileiro. Possui mestrado em matemática aplicada e, apesar de não exercer a profissão atualmente, a matéria é recorrente em seus vídeos. Começou sua carreira artística em 2007 no Rio de Janeiro, fazendo stand-up. Alguns anos mais tarde, em 2011, passou a produzir conteúdo para o YouTube, onde atingiu grande sucesso, sendo considerado um dos youtubers da "primeira geração" da plataforma no canal Castro Brothers, fundado junto de seu irmão Matheus Castro. Desde então, já gravou e postou mais de 1300 vídeos, lançou diversos produtos, e apresentou em praticamente todo o país com shows de humor.

## Carreira

### Stand-up
Nascido e criado na Tijuca, no Rio de Janeiro (berço de diversos artistas cariocas da música e da televisão), Marcos Castro começou sua carreira em 2007, fazendo "open mic" (espaço de alguns minutos dado para iniciantes no stand-up abrirem um show) no Comédia em Pé, o primeiro grupo de stand-up do Brasil. Ganhou notoriedade ao chegar até a final da primeira edição do quadro Quem Chega Lá, no programa Domingão do Faustão, da Rede Globo, em 2008, fato que lhe rendeu diversas apresentações pelo Brasil e a participação em outros programas de TV, entre eles o Programa do Jô, em 2009, quando foi um dos humoristas selecionados para participar do quadro Humor da Caneca.
Com seu show solo (e com outros projetos paralelos em grupo) Marcos Castro visitou, desde então, mais de 50 cidades em 16 estados do país, na maioria das vezes para apresentações em grandes eventos ou teatros. Entre seus projetos de maior destaque, estão Meu Número (show solo), Um Joystick, Um Violão (show musical com seu irmão Matheus Castro), 2 Trouxas (show de stand-up em dupla com o humorista alagoano Ed Gama) e UTC no Teatro (onde dividia o palco com vários colegas que costumam aparecer no canal Castro Brothers).
Em 2014, fez sua primeira turnê internacional, com 11 shows no Japão, passando pelas províncias de Aichi, Gunma, Kanagawa, Mie e Shizuoka.
Ao longo dos anos, dividiu o palco com vários humoristas, principalmente do Rio de Janeiro, sendo considerado um dos grandes entusiastas da cena carioca na comédia. Foi o criador do projeto Rio Comedy Club, onde abriu espaço em seu canal para vários humoristas radicados no Rio de Janeiro (muitos iniciantes) poderem mostrar seus textos e terem o material gravado com qualidade de cinema, e o projeto contou com apoio do YouTube. Atualmente, Marcos apresenta shows semanais de comédia na Tijuca. Ele também viaja o Brasil com seu show solo Parece Que o Jogo Virou e com o espetáculo 2 Trouxas.

### YouTube
Em 2006, Marcos criou seu canal no YouTube, onde passou a postar vídeos de stand-up, sem grande produção ou edição, apenas para fins de divulgação. Em 2011, observando outros canais, decidiu produzir vídeos semanais para a plataforma em diversos formatos, entre eles destaque para vlogs, esquetes e números musicais. Com o amadurecimento de algumas ideias, passou a gravar com seu irmão mais velho, Matheus Castro, e sua esposa Luciana D'Aulizio. Destas parcerias, nasceram Um Joystick, Um Violão e Cantadas Ruins, dois dos primeiros quadros de sucesso do canal.
Em 2012, com o objetivo de participar do concurso YouTube NextUp, Marcos lançou, em conjunto com seu irmão, A Lenda do Herói, uma série de vídeos que mostravam um game estilo retrô, onde as ações do personagem eram cantadas em rimas engraçadas. O projeto levou os irmãos até a final do concurso. Na época, outros quadros do canal também atingiram grande popularidade, como o Piadas Ruins e o Vem, além de vlogs sobre assuntos diversos.
Em 2014, foi eleito uma das 24 figuras mais influentes da internet brasileira pela Youpix. No ano seguinte, Marcos decidiu mudar o nome do canal e ele passou a se chamar Castro Brothers, uma referência ao seu sobrenome e ao sobrenome de seu irmão Matheus. Ao longo do tempo, Marcos convidou dezenas de amigos para collabs, entre eles vários youtubers e humoristas de stand-up. Com estas parcerias, foi possível ampliar a diversidade do canal e também seu alcance. Diversas paródias foram lançadas e algumas atingiram grande número de visualizações. Em 2016, o canal foi um dos indicados na categoria Canal Musical Favorito dos Meus Prêmios Nick.
Em 2017, Marcos lançou, em parceria com outros seis humoristas, o UTC - Ultimate Trocadilho Championship, quadro de humor onde os participantes se enfrentam lendo trocadilhos e piadas de "gosto duvidoso". Em poucos meses, o programa repercutiu em todo o Brasil e o elenco foi convidado para transformar o quadro em show ao vivo. Graças à repercussão, a fábrica de brinquedos Estrela adquiriu o licenciamento da franquia e lançou um jogo de tabuleiro do UTC, o produto esgotou sua tiragem na primeira semana de lançamento. Em 2018, o canal foi indicado ao Prêmio Risadaria na categoria Melhor Conteúdo de Humor Digital.

### A Lenda do Herói
Em 2014, Marcos e Matheus lançaram o mais audacioso projeto de um canal brasileiro do YouTube na época, a captação de fundos para a criação do jogo A Lenda do Herói, baseada na homônima série criada pelos mesmos em 2012. Para a realização deste projeto, fez-se necessária a criação de uma campanha de financiamento coletivo (crowdfunding) no site Catarse. Um total de 6112 pessoas apoiaram a ideia e os irmãos arrecadaram R$ 258.587,00, um recorde para a plataforma na época.
A campanha de crowdfunding contou com vasto apoio, com participações de figuras relevantes dentro da comunidade brasileira no YouTube, como Leon Oliveira Martins e Nilce Moretto (Coisa de Nerd/Cadê a Chave?), Cauê Moura, Jovem Nerd, LubaTV, BRKsEDU, além de outros personagens do entretenimento, como os comediantes Fábio Porchat, Danilo Gentili e Rafinha Bastos, e o dublador Guilherme Briggs, quem foi também o narrador do trailer de lançamento da campanha.
Em 2016, o jogo foi lançado para PC no Brasil e em 2020 sua versão em inglês, chamada Songs For A Hero, foi lançada para todo o mundo através da plataforma Steam. Desde o seu lançamento, o jogo vendeu mais de 50 mil unidades, tornando-se o game brasileiro independente mais vendido no Brasil da história. Em 2020, a franquia deve chegar para os consoles, ampliando sua distribuição.

### Outros projetos[9][10]
Atualmente, Marcos Castro se divide entre o canal Castro Brothers e seu canal solo. Aos finais de semana, faz stream na plataforma Twitch, onde joga e conversa com seus seguidores e também apresenta o Podcastro, quadro de podcast onde conversa com influenciadores, artistas, cientistas e profissionais de áreas específicas. Em 2020, o humorista anuncia que está em desenvolvimento de um jogo inédito para celular, chamado Qual É A Senha?, além de ter lançado um novo jogo com a fabricante Estrela, desta vez uma versão de A Lenda do Herói para tabuleiro. Desde 2019, o humorista é apresentador do canal de TV a cabo Megapix, onde fala sobre cinema e variedades da cultura pop. Neste mesmo ano, lançou seu primeiro livro, 999 Trocadilhos para Conhecer Antes de Morrer: Porque Mil São Impossível.

## Trabalhos

### Principais quadros no YouTube
| Ano           | Quadro                                 |
| ------------- | -------------------------------------- |
| 2011–presente | Vlogs                                  |
| 2011–12       | Vem                                    |
| 2011–presente | Um Joystick, Um Violão                 |
| 2011–16       | Piadas Ruins/Nerds                     |
| 2012–presente | Cantadas Ruins/Nerds                   |
| 2012–14       | A Lenda do Herói                       |
| 2015–presente | Paródias                               |
| 2017–presente | UTC - Ultimate Trocadilho Championship |
| 2019–presente | UTC - Desafio Extremo                  |
| 2020–presente | Jornal Não Pode Rir                    |

### Teatro
| Ano           | Grupo/Peça                           |
| ------------- | ------------------------------------ |
| 2007–09       | Sindicato da Comédia                 |
| 2008–16       | Meu Número                           |
| 2009–11       | Comédia Carioca                      |
| 2010–11       | Desconcertados                       |
| 2011–19       | Um Joystick, Um Violão               |
| 2014–15       | Marcos Castro Convida                |
| 2018–19       | UTC no Teatro                        |
| 2019          | UTC Stand-up Show                    |
| 2019          | Rio Comedy Club                      |
| 2016–presente | Um Palco, Dois Trouxas (com Ed Gama) |
| 2020          | Castro Brothers Convida              |
| 2020          | Parece Que o Jogo Virou - Show Solo  |

### Jogos
| Ano                | Jogo               | Plataforma |
| ------------------ | ------------------ | ---------- |
| 2016               | A Lenda do Herói   | PC         |
| 2018               | UTC - Não Pode Rir | Tabuleiro  |
| 2019               | UTC                | Celular    |
| 2020               | Songs For A Hero   | PC         |
| 2020               | A Lenda do Herói   | Tabuleiro  |
| Em desenvolvimento | Qual É A Senha?    | Celular    |
| Em desenvolvimento | Palavra Na Testa   | Celular    |

### Cinema
| Ano  | Título                  | Personagem |
| ---- | ----------------------- | ---------- |
| 2025 | Gambiarra: Uga Uga Show | Patrick    |

### Livros
- A Lenda do Herói - Por Trás da Lenda - Artbook Oficial do Game (2017)
- 999 Trocadilhos para Conhecer Antes de Morrer: Porque Mil São Impossível (2019)

## Vida pessoal

### Formação
- 2007 — Bacharelado em Matemática Aplicada (UFRJ)
- 2009 — Mestrado em Matemática Aplicada (UFRJ)

Apesar de possuir mestrado em matemática aplicada, Marcos não exerce a profissão atualmente. Eventualmente, a matéria é abordada de forma divertida em seus vídeos ou em suas redes sociais. Além da matemática, Marcos chegou a cursar faculdade de ciências da computação, tendo trocado de curso em sua metade.

### Relacionamento
Marcos Castro é casado com a jornalista e humorista Luciana D'Aulizio, desde 2013, após dez anos de namoro. Curiosamente, Marcos pediu Luciana em casamento durante um show de stand-up comedy, no Comedians Comedy Club, em São Paulo, em 2011. O momento foi registrado em vídeo e postado em seu canal no YouTube. Em 2015, o casal anunciou que estavam esperando o primeiro filho, Davi, nascido em novembro do mesmo ano.